# Mariangola
Mariangola (también escrito María Angola) es uno de los 26 corregimientos del municipio colombiano de Valledupar, ubicado en su zona suroccidental junto al corregimiento de Villa Germania, entre el piedemonte de la Sierra Nevada de Santa Marta y el río Cesar, en el departamento del Cesar.

## Propuesta de elevación a municipalidad
Existe una propuesta para la creación de un nuevo municipio colombiano en el departamento del Cesar entre los habitantes de los corregimientos de Aguas Blancas, Caracolí, El Perro, Guaimaral, Los Venados, Mariangola, Villa Germania, desprendiéndose del municipio de Valledupar.

## Geografía
Limita hacia el norte con el municipio de Pueblo Bello; hacia el occidente limita con el corregimiento de Villa Germania; Al oriente limita con el corregimiento de Aguas Blancas; al sur con el municipio de San Diego y al suroccidente con el corregimiento de Caracolí.
El corregimiento también hace parte de la cuenca del río Cesar. El territorio es bañado por el río Mariangola, el cual es tributario del río Cesar, a través del río El Diluvio. Los principales ríos son el Cesar, Mariangola, El Diluvio, Pesquería, Las Palmas, Las Lajas, Cesarito y El Arenoso.
La mayor parte del territorio es de tipo sabana con bosque tropical. Durante las épocas de sequía o verano la región es propensa a incendios forestales.

## Historia
Durante la época precolombina, la región que actualmente conforma el corregimiento de Mariangola, fue dominada por los indígenas de la etnia Chimila. Con la llegada de los colonizadores españoles a la región a mediados del siglo XVI, la zona fue convertida en fincas o sabanas comunales para el pastoreo de ganado. Los indígenas fueron diezmados o desplazados hacia las estribaciones de la Sierra Nevada de Santa Marta.
El 3 de febrero de 1825, el gobernador de la Provincia de Santa Marta, Esteban Diazgranados declaró los terrenos hasta entonces conocidos como La Hamaca y Hato Grande, como 'Mariangola' y pertenecientes a  José María Castro Loperena, pariente de María Concepción Loperena. El nombre de Mariangola le fue dado por colonos criollos y españoles a la región, debido a la abundancia de un arbusto oloroso y de flores blancas que llamaban coloquialmente así (parecida a las azucenas, Lilium candidum). Los primeros colonos de Mariangola fueron las familias campesinas que laboraban en las haciendas. 
Mariangola fue elevado a corregimiento de Valledupar el 13 de noviembre de 1958, tras el Acuerdo No 03 del 1 de diciembre del mismo año. El acuerdo fue autorizado por el alcalde de Valledupar, Manuel Pineda Bástidas, mientras que el primer inspector fue Vidal Ortíz Linares.
Durante la década de 1960 se dio la bonanza de los cultivos de algodón en la región, también de los cultivos de arroz. En 1963, el INA instaló el primer motor de energía eléctrica en el pueblo y en 1968 se construyó el acueducto. También fue construida la fundación del Colegio de
Bachillerato Rodolfo Castro Castro.
La región fue afectada profundamente por la crisis que afectó al sector algodonero a principios de la década de 1980. Muchos campesinos se vieron sin empleo y varios agricultores entraron en quiebra. La crisis económica dio paso a las incursiones de las guerrillas comunistas de las FARC y el ELN. Las FARC hicieron presencia en Mariangola con los frentes 19, 41 y 59, mientras que el ELN operaba el frente 6 de diciembre.
Las guerrillas impusieron un régimen de terror en la zona, reclutando forzosamente a muchos campesinos, incluso menores, amenazando, extorsionando, secuestrando y robando a los civiles. También saboateaban los procesos de elección popular, asesinado o amenazando a candidatos. Se presentaron esporádicos combates con el Ejército Nacional de Colombia. 
En 1991, el alcalde de Valledupar, Aníbal Martínez Zuleta gestionó la construcción del hospital rural de Mariangola y el Matadero Público. En 1995, durante la alcaldía de Elías Ochoa Daza, la administración municipal gestionó la construcción del alcantarillado.
Como respuesta al embate de las guerrillas, a mediados de la década de 1990 surgieron grupos paramilitares de las Autodefensas Unidas de Colombia (AUC) que conformaron en la zona el Bloque Norte, bajo el mando de Rodrigo Tovar Pupo, alias 'Jorge 40' y sus lugartenientes alias 'Centella', David Hernández Rojas alias '39' y '38'. Numerosas masacres y desplazamientos se dieron en la región, incluyendo en Mariangola donde escuadrones paramilitares llegaban y asesinaban para amedrentar a la población y prevenir cualquier colaboración con las guerrillas. Las regiones que comprende los corregimientos de Mariangola, Caracolí y Villa Germania, fue considerada zona estratégica tanto por guerrillas, paramilitares y narcotraficantes para controlar las rutas de personas, armas y drogas entre la Sierra Nevada de Santa Marta y la Serranía del Perijá, en el valle del río Cesar.
Los corregimientos de Mariangola, Caracolí y Villa Germania, fueron blanco de incursiones paramilitares, que a su paso dejaban desaparecidos, muertos, desplazados, amenazados y mujeres violadas sexualmente. Entre los años 1999 y 2000, unas 300 familias de la etnia indígena kankuama fueron desplazadas de sus pueblos tradicionales en Atánquez, La Mina, Chemesquemena y Guatapurí por amenazas de los paramilitares. Algunos indígenas buscaron refugio en partes altas de la Sierra Nevada, otros se asentaron en Valledupar, Mariangola, Villa Germania, Bogotá e incluso Venezuela. Solo en Mariangola fueron registrados unos 200 asesinatos de mariangoleros. En mayo de 2003, el párroco de la iglesia de Mariangola fue secuestrado por guerrilleros del ELN y luego liberado dos días después en El Copey.
Tras la desmobilización de los paramilitares de las AUC a mediados de la década de 2000, los pobladores han estado regresando paulatinamente, también reclamando tierras los que fueron usurpados.
fiestas patronales del santo cristo del 11 al 14 de septiembre 
festival tierra del cácháquito 

## Organización territorial
Centros poblados

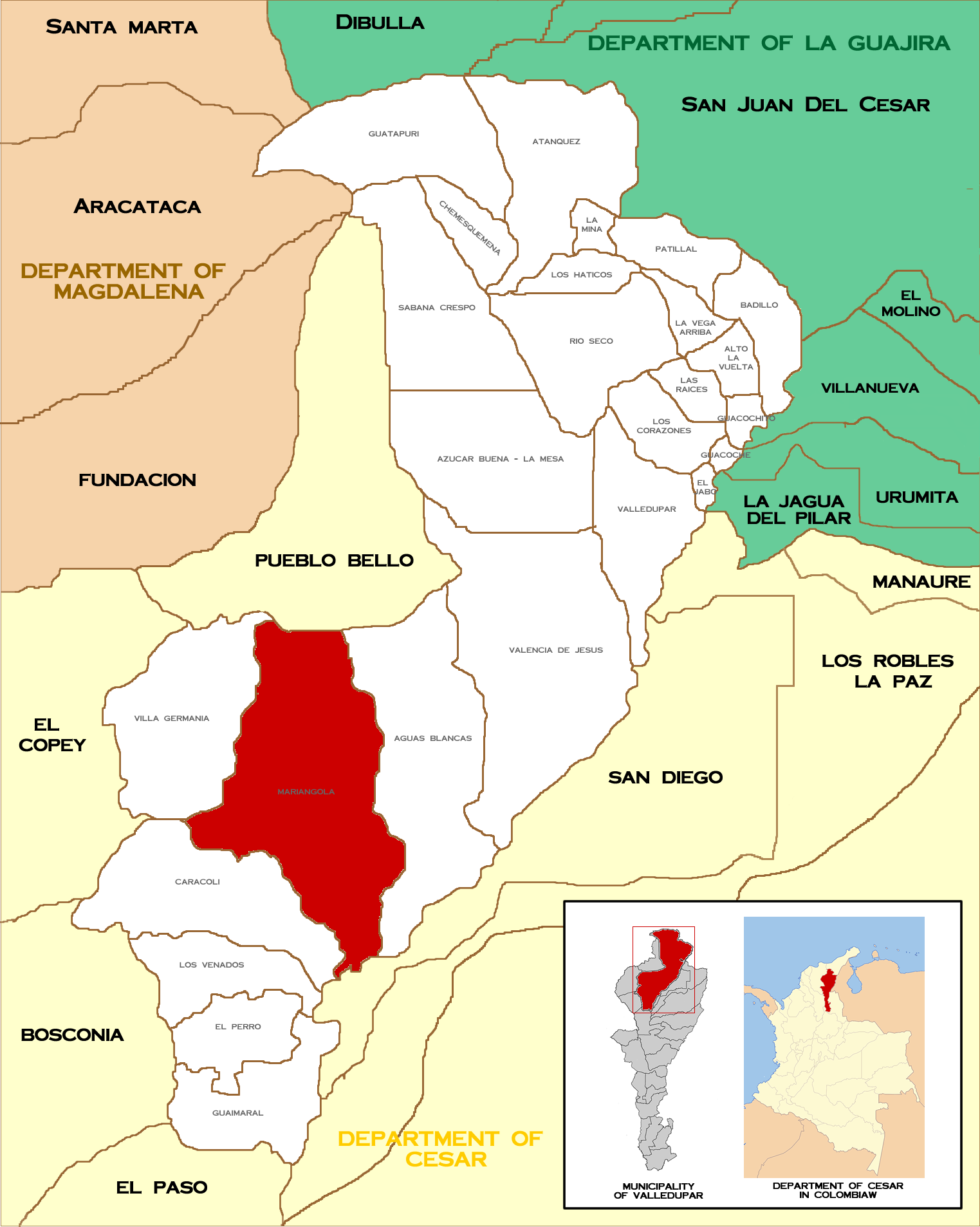
Ubicación del corregimiento de Mariangola en el municipio de Valledupar

El centro poblado Mariangola se encuentra dividido en los barrios:
Veredas
El corregimiento de Mariangola está conformado por las siguientes veredas.
- El Diluvio
- Monte Cristo
- El Oasis
- La Gran Vía
- Canta rana
- La Reserva
- Las Gallinetas
- El Descanso
- El Cerro de la V
- El Diamante
- Sicarare
- Las Mariposas
- Las Nubes
- El Mono
- Los Ajingibles
- Los Clavos
- Los Alpes
- Las Palmas I
- Las Palmas II
- Nuevo Mundo
- Sierra Mariangola
- Trocha de Angostura
- Villa Rosa
- Villa Real

## Economía
La economía de Mariangola se basa en la ganadería, la agricultura y la pesca artesanal.  cultivo de palma africana, café, aguacate, frutas cítricas, cacao, banano, maíz, fríjol, yuca huyama, ñame, y arroz. La actividad comercial se centra a lado y lado de la carretera nacional Valledupar-Bosconia, con algunos almacenes, tiendas de abarrote, restaurantes y puestos de comida informal.

## Educación
El corregimiento de Mariangola tiene nueve instituciones educativas:
- Cuatro de preescolar
- Cuatro de primaria
- Una escuela de básica secundaria y vocacional, llamado Colegio Nacionalizado Rodolfo Castro Castro.

## Cultura
Los habitantes de Mariangola celebran la fiesta patronal del Santo Cristo, que se lleva a cabo cada año a mediados del mes de septiembre. El mismo mes, realizan el Festival de Música Vallenata en Guitarra y cada noviembre organizan el Encuentro de Danzas y Teatro.
La mayoría de los habitantes pertenecen a la Iglesia católica y asisten al templo del Santo Cristo. Las misas se realizaban desde 1955 en la escuela del poblado. Una cruz de madera para las procesiones del Santo Cristo fue donada por José Guillermo 'Pepe' Castro en 1961, sin embargo el templo no se construyó hasta 1970. El pueblo también cuenta con tres iglesias evangélicas cristianas. El 25 de marzo de 2003 fue erigida la Parroquia a Mariangola.
Mariangola ha sido cuna de importantes personajes del folclor de la música vallenata como Miguel Yaneth, impulsor de la agrupación Los Playoneros del Cesar, pionera en el impulso del género vallenato a nivel nacional e internacional. En honor a Yaneth, los mariangoleros realizan el Festival ‘Tierra del Cachaquito’ que se realizan durante las festividades del Santo Cristo.
La poesía y  destacados  poeta José  Atuesta mindiola 
También es cuna de la dinastía Granados, casta de acordeoneros de la música vallenata, como el rey vallenato del Festival de la Leyenda Vallenata, Hugo Carlos con cuatro títulos (rey aficionado y profesional, y rey de reyes aficionado y profesional), Juan José (rey profesional), y Almes en la misma categoría. Además, Ovidio Granados, padre de Hugo Carlos y Juan José y hermano de Almes, ocupó en cuatro ocasiones el segundo lugar en el Festival Vallenato. Todos descendientes de Juancito Granados.
Mariangola también es reconocida por su culinaria; Desde mediados de la década de 1980, la cocinera Cecilia 'Ceci' Ustariz se ha distinguido en la región por hacer de las mejores empanadas y arepas al estilo costeño, incluso eran las favoritas del cantautor vallenato, Diomedes Díaz.
En la vida pública se ha destacado el político mariangolero Rober Romero Ramírez, quien ha sido concejal, diputado, secretario de gobierno municipal y alcalde encargado de Valledupar.

## Transporte
El corregimiento es atravesado por la carretera de la Ruta Nacional 80, vía Valledupar-Bosconia.